# Jarek Kordaczuk
Jarek Kordaczuk (właściwie Jarosław Kordaczuk, ur. 18 sierpnia 1967 w Biskupcu) – kompozytor, autor tekstów, reżyser projektów multimedialnych. Współpracownik Centrum Sztuki Dziecka w Poznaniu.

## Życiorys
Urodził się w 18 sierpnia 1967 roku w Biskupcu. Wykształcenie dyrygenckie i kompozytorskie zdobył na Akademii Muzycznej im. I.J.Paderewskiego w Poznaniu, na Wydziale Kompozycji, Dyrygentury i Teorii Muzyki (w klasie Andrzeja Koszewskiego), uzyskując tytuł magistra sztuki w 1993 roku. Ponadto od 1986 do 1995 był wolnym słuchaczem wielu wydziałów (m.in. teologii w Papieskim Instytucie Teologicznym w Olsztynie oraz językoznawstwa i matematyki na Uniwersytecie im. Adama Mickiewicza) oraz uczęszczał na warsztaty muzyczne (m.in. warsztaty kompozytorskie w Kazimierzu Dolnym organizowanych we współpracy z IRCAM oraz w warsztatach muzyki elektronicznej organizowanych w Krakowie).
Od 1993 roku był współtwórcą i redaktorem kwartalnika naukowo-muzycznego „Monochord” (zajmującym się publikacją artykułów naukowych pisanych przez polskich i zagranicznych kompozytorów i muzykologów). Publikował również we włoskim odpowiedniku pisma „Il Monocordo”.
Od 2001 zajmował się komponowaniem muzyki, pisaniem tekstów, reżyserią i produkcją projektów multimedialnych. Współpracuje m.in. z Centrum Sztuki Dziecka w Poznaniu oraz Basią Raduszkiewicz, która odgrywała rolę solistki w dwóch skomponowanych przez niego cyklach pieśni, podejmujących tematykę kobiecą. Były to Chwile poruszone z 2003 roku (cykl 10 pieśni na głos, z muzyką elektroniczną i słowami Kordaczuka) oraz Safona z 2005 roku (cykl pieśni do poezji lirycznej Safony na głos i zespół kameralny).
W lutym 2009 roku VIII Festiwal Muzyki Pasyjnej i Paschalnej w Poznaniu otwierało oratorium Dzieci aniołów, skomponowane przez Kordaczuka na zamówienie Towarzystwa Feliksa Nowowiejskiego w Poznaniu. Natomiast pierwsza część jego Koncert fortepianowy dla dzieci na fortepian i orkiestrę symfoniczną została po raz pierwszy zaprezentowana w kwietniu 2009 roku w Filharmonii Narodowej w Warszawie (premiera miała miejsce w ramach koncertu dzieci uczących się metodą Suzuki).
Jest konstruktorem oryginalnego instrumentu elektroakustycznego o nazwie monoctone, który obecny jest w wielu jego utworach i na którym sam często koncertuje. Ważnym utworem w tym kontekście jest Strumenti della Passione – rodzaj współczesnej pasji stworzonej na zamówienie orkiestry barokowej Arte dei Suonatori.

## Nagrody
- 2003 – Nagroda w dziedzinie kultury Prezydenta Miasta Olsztyn za projekt multimedialny „Chwile poruszone”.
- 2005 – Laureat I nagrody na Międzynarodowym Konkursie Kompozytorskim im R. Murraya Schafera za utwór Titelitury[4].

## Wybrane kompozycje
- Motet na chór mieszany (1989)
- Sonata da camera na flet, skrzypce i harfę (1990)
- Due parti na wiolonczelę i fortepian (1990)
- Missa Sancti Rochi na chór mieszany i zespół kameralny (1990)
- Syntaktrie na skrzypce solo (1991);
- Shkh na chór mieszany (1991);
- Parts na zespół kameralny (1992);
- Imnos na orkiestrę (1993);
- Onomatopeiczna lekcja klawesynu na taśmę (1995);
- Industrial Threads, 11 utworów na dźwięki preparowane, komputer (1996);
- x-Loops, 7 wariacji syntetycznych na komputer (1997);
- Allegro w dawnym stylu na kwartet smyczkowy (1998);
- Zamek w Malborku na zespół syntetyczny, prezentacja multimedialna (1998);
- Etiudy sugestywne na przetwarzane elektronicznie skrzypce solo (1999);
- Bocian na skrzypce i elektronikę, pantomima (2000);
- Idzie Grześ przez wieś na chór mieszany (2002);
- Chwile poruszone na głos oraz elektronicznie i akustycznie preparowane instrumenty (2002/2003);
- Lokomotywa na głos i elektronikę do słów Juliana Tuwima (2003)[5];
- digressi00ns for violin, voice and computer transformations (2004);
- Safona pieśni do słów Safony na głos i zespół instrumentalny (2005)[2];
- Noc w środku dnia musical (2006);
- Księga owadów muzyka elektroakustyczna (2007);
- Teatralia na orkiestrę (2007);
- Pub Session na skrzypce i taśmę/komputer (2007);
- Dzieci aniołów oratorium apokryficzne na solistów i zespół kameralny (2008)[3];
- Koty muzyka do mini-spektaklu dzieci niepełnosprawnych intelektualnie (2008);
- I było wolno muzyka do spektaklu reż. Jose E. Iglesias Vigil (2008)[6];
- Psy, koty i kłopoty utwór na kwartet saksofonowy i spontaniczny chór dziecięcy (2009);
- Jadą goście po moście i Urodziny u rodziny 2 utwory na kwartet intr. dętych drewnianych i spontaniczną dziecięcą sekcję rytmiczną (2009);
- Ptaki powrotne, cykl 17 aranżacji na głos solowy, chór i zespół instrumentalny do słów Krzysztofa Kamila Baczyńskiego (2009);
- Happy New Day muzyka do monodramu, reż. Agnieszka Kołodyńska i Jose E. Iglesias Vigil (2009);
- Koncert fortepianowy dla dzieci na fortepian i orkiestrę symfoniczną (2009);
- Sostenuto. Hommage a Chopin na skrzypce i fortepian (2009), utwór napisany dla skrzypaczki Jolanty Stopki;
- Papierek od chaosu, 12 utworów przestrzennych do wierszy Anny Dramowicz (2010);
- Canzona 4 rur na kwartet wokalny i zsamplowaną hydraulikę (2010);
- Chromofonobus animowana wycinanka z muzyką syntetyczną (2011);
- Prawie wszystko o miłości muzyka do dramatu (2011);
- Zaklęty zamek muzyka do filmu animowanego (2011);
- Opowieści chłodnego morza ilustracje muzyczne (2012);
- Talizmany muzyka na 14 wykonawców (2012);
- Fakund Patio Project instalacja audiowizualna (2012);
- Czekając na koniec świata utwory do wierszy Czesława Miłosza (2012);
- Miedzianka ilustracje muzyczne (2012);
- Symptomy na zmultiplikowany kontrabas, monoctone i aktora (2013);
- Pstryk!Abecadło piosenki do wierszy Juliana Tuwima (2013);
- Słowoswiaty, 7 utworów polistylistycznych na małą orkiestrę, 5 solistów i beatboxera (2013);
- Pan Maluśkiewicz muzyka do spektaklu teatralnego (2013);
- Strumenti della Passione na zespół instrumentów dawnych, solistów, perkusję i elektronikę (2014)

## Wydane płyty autorskie
- Pstryk!Abecadło, piosenki do wierszy Juliana Tuwima, Basia Raduszkiewicz, muzyka: Jarek Kordaczuk, Centrum Sztuki Dziecka (2013)
- Czekając na koniec świata, Basia Raduszkiewicz, ProForma, słowa: Czesław Miłosz, muzyka: Jarek Kordaczuk, 6dB Records (2012)
- Talizmany, 5 poetek, muzyka: Lipiński/Kordaczuk, Monoplan (2012)
- Ptaki powrotne, Basia Raduszkiewicz, muzyka Janusz Lipiński, aranżacje Jarek Kordaczuk, wydawca i dystrybucja Monoplan (2009).
- Noc w środku dnia, musical, FOYER 6dB (2007),
- Titelituralia, muzyka dla dzieci, Centrum Sztuki Dziecka w Poznaniu (2007),
- Safona, Basia Raduszkiewicz, muzyka Jarek Kordaczuk, FOYER 6dB (2006),
- W świątecznym darze, kolędy w wykonaniu dzieci niepełnosprawnych intelektualnie, FOYER 6dB (2004)[1],
- digressi00ns for violin, voice and computer transformations, FOYER 6dB (2004),
- Chwile poruszone, Basia Raduszkiewicz, muzyka Jarek Kordaczuk, wydawca Intrada, dystrybucja Sonic (2003).